# Paratmeticus
Paratmeticus Marusik & Koponen, 2010 è un genere di ragni appartenente alla famiglia Linyphiidae.

## Etimologia
Il nome del genere deriva dal prefisso greco , parà, che indica somiglianza, parvenza e dal genere Tmeticus Menge, 1868 con cui condivide vari caratteri.

## Caratteristiche
Si distingue dal genere Tmeticus perché non ha un'apofisi tibiale distinta ed ha il sacco tegolare di forma papillare più grande del protegulum. Diversamente dai Tmeticus, la parte mediana dell'epigino delle femmine di questo genere è più ampia nella regione anteriore che in quella posteriore.

## Distribuzione
L'unica specie oggi attribuita a questo genere è stata rinvenuta nella Russia asiatica (in alcune località della Kamčatka e sull'isola di Sachalin), e nel Giappone.

## Tassonomia
Per la determinazione delle caratteristiche di questo genere sono stati esaminati gli esemplari di Tmeticus bipunctis (Bösenberg & Strand, 1906).
A dicembre 2011, si compone di una specie:
- Paratmeticus bipunctis (Bösenberg & Strand, 1906)[4] - Russia, Sakhalin, Giappone

### Sinonimi
- Paratmeticus japonicus (Oi, 1960); esemplari riconosciuti sinonimi di P. bipunctis (Bösenberg & Strand, 1906) a seguito di un lavoro degli aracnologi Saito & Ono del 2001, quando erano descritti ancora nel genere Tmeticus Menge, 1868[2].